# Natore
Natore, Nator o Nattor és una ciutat i municipi de Bangladesh, capital del districte de Natore a 24° 26′ N, 89° 01′ E / 24.433°N,89.017°E a la riba nord del riu Narad. Està formada per 9 seccions (wards) i 33 mahalles (mahalla). Els barris més poblats són Alaipur, Kanaikhali, Nichabazar i Lalbazar. Fou la residència dels rages de Nator, el zamindari dels quals va quedar reduït al segle XIX.
La ciutat va créixer a l'entorn del palau dels rages de Nator que van accedir al poder a la primera meitat del segle XVIII i van obtenir gradualment possessió de tot el districte. El 1765 el diwan de Bengala va passar a la Companyia Britànica de les Índies Orientals i del 1769 al 1825 fou capital del districte de Rajshahi, però a causa de ser poc saludable (a causa de les maresmes properes) la capitalitat fou traslladada a Rampur Boalia. Els rages zamindaris, aleshores poderosos, van perdre progressivament influència i la segona meitat del segle XIX eren considerats de tercera o quarta classe dins la noblesa. La municipalitat fou creada el 1869 però fou rebaixada a comitè urbà el 1959; era capital d'una subdivisió fins al 1984 quan fou declarada capital del nou districte de Natore; va ser elevada altre cop a municipalitat el 1993 amb una superfície de 15,05 km²; té una població de 72.615 habitants (probablement del cens de 1991). La població el 1881 era de 9.094 habitants i el 1901 de 8.654.